# Мухаммад Асіф Баджва
Мухаммад Асіф Баджва (8 червня 1972) — пакистанський хокеїст на траві.
Бронзовий призер Олімпійських Ігор 1992 року.
Бронзовий призер Азійських ігор 1994 року.
Чемпіон світу 1994 року.
Переможець Трофею чемпіонів 1994 року, бронзовий призер 1995 року.
Бронзовий призер Чемпіонату Азії 1994 року.